# Bull Brook
Der Bull Brook ist ein Wasserlauf in Berkshire, England. Er entsteht im Nordosten von Bracknell und fließt in nördlicher Richtung bis zu seiner Mündung in den The Cut nördlich der Stadt.